# Вулиця Юрія Тютюнника (Черкаси)

Вулиця Юрія Тютюнника — одна з вулиць у місті Черкаси. Знаходиться у мікрорайоні Дахнівка.

## Розташування
Вулиця починається від вулиці Набережної і простягається дугою на південний захід до вулиці 2-го Українського фронту. До неї примикають вулиці Генерала Рибалка та Калинова.

## Опис
Вулиця неширока та неасфальтована, забудована приватними будинками.

## Історія
До 1983 року вулиця називалась на честь військового діяча часів Російської імперії Чапаєва, а після приєднання села Дахнівка до міста Черкаси була перейменована на честь Героя Радянського союзу генерала Костянтина Коротеєва.
З 2022 року названа на честь Юрія Тютюнника.